# Lous and the Yakuza
Marie-Pierra Kakoma (27 mei 1996), professioneel bekend als Lous and the Yakuza, is een Congolees-Rwandees-Belgische zangeres, rapper, songwriter, model en artiest. Ze verkreeg bekendheid na het uitbrengen van haar debuutsingle "Dilemme" in september 2019, die werd gevolgd door "Tout est gore" in december 2019 en "Solo" in maart 2020. Haar debuutalbum Gore, geproduceerd door El Guincho, kwam uit op 16 oktober 2020.

## Jeugd
Lous werd op 27 mei 1996 geboren als Marie-Pierra Kakoma in Lubumbashi, Democratische Republiek Congo. Haar ouders waren artsen in de Democratische Republiek Congo op het moment van haar geboorte. Haar Congolese vader was gynaecoloog en haar Rwandese moeder was kinderarts. Kakoma's moeder zat vanwege haar etniciteit twee maanden gevangen in Congo tijdens de Tweede Congo-oorlog in 1998. Nadat haar vader de vrijlating van haar moeder had verzekerd, vluchtte ze met een van Kakoma's zussen naar België. Kakoma en de rest van haar broers en zussen voegden zich twee jaar later in 2000 bij hun moeder in België, terwijl hun vader in Congo bleef. Het gezin verhuisde in 2005 naar Rwanda en keerde in 2011 definitief terug naar Brussel.

## Carrière
Kakoma nam de bijnaam Lous and the Yakuza over van een anagram voor ziel, de bron van haar muzikale passie, en Yakuza, het Japanse georganiseerde misdaadsyndicaat, waarvan ze de naam gebruikt om haar 'team' van medewerkers te beschrijven, die mee de nummers schreven. Lous werd voor het eerst ontdekt door haar manager, Miguel Fernandez, nadat hij haar demo's op internet had gevonden. Vanaf 2017 realiseerde ze zich haar passie om een album te maken, riep ze veel van haar goede vrienden op om een ondersteunende band te vormen en begon ze op te treden in bars en nachtclubs in de Brusselse undergroundcultuur. Eind 2017 werd Lous uitgenodigd om een akoestische set uit te voeren voor La ChillZone, waarna ze op 22-jarige leeftijd een contract kreeg bij Columbia Records via Sony Music in Frankrijk. Op 15 juni 2018 werd "Le Ridicule Ne Tue Pas" uitgebracht, een samenwerking tussen Lous en de Yakuza en de Franse elektronische groep BSSMNT.
Na een zoektocht van zes maanden naar een producer die bij haar ambities paste, nam Kakoma kennis met de Spaanse producer El Guincho, bekend van Rosalía 's single " Malamente ". Lous bracht op 19 september 2019 haar debuutsingle "Dilemme" uit, die werd geproduceerd door El Guincho en Ponko. Het nummer kreeg online veel succes, op Spotify en YouTube. De videoclip van het nummer, geregisseerd door Wendy Morgan, legt de verschillende identiteiten vast die Lous in verschillende omgevingen heeft, bedoeld om haar levensovergang van Congo naar België te vertegenwoordigen. Een remix met de Italiaanse rapper Tha Supreme en de Italiaanse zangeres Mara Sattei werd uitgebracht op 1 april 2020. Bij de Red Bull Elektropedia Awards 2019 wonnen Lous en de Yakuza de zilveren medaille in de categorie "Fresh on the Scene". Lous' tweede single, "Tout est gore", eveneens geproduceerd door El Guincho, werd uitgebracht op 6 december 2019. Het nummer werd populair nadat actrice Issa Rae een fragment uit de video op sociale media deelde. Op 20 maart 2020 bracht Lous haar derde single "Solo" uit, met een begeleidende videoclip geregisseerd door Wendy Morgan en Kevin Bago. Een bijbehorende korte documentaire film, getiteld "Solo (Genesis)", werd uitgebracht op 14 april 2020. Alle drie de singles zijn te vinden op haar debuutalbum Gore, geproduceerd door El Guincho. Het nummer kwam in de herfst van 2020 uit.
Kakoma's muziek wordt beschreven als een "zijdeachtige" combinatie van trap, r&b en pop.
In 2023 had ze haar eerste filmrol in de Hollywoodfilm John Wick: Chapter 4.

## Privé
In 2023 sukkelde Kakoma met verlammingsverschijnselen aan haar benen waardoor ze in een rolstoel terechtkwam. Ze werd gediagnosticeerd met multiple sclerose en onderging een revalidatie in het MS Center in Melsbroek. Na drie maanden kon ze weer lopen.

## Awards en nominaties
| Jaar | Prijs                        | Categorie                   | Nominatie           | Resultaat   |
| ---- | ---------------------------- | --------------------------- | ------------------- | ----------- |
| 2019 | Red Bull Elektropedia Awards | Fresh on the scene          | Lous and the Yakuza | Zilver      |
| 2019 | Red Bull Elektropedia Awards | Beste nummer                | Dilemme             | Genomineerd |
| 2020 | Red Bull Elektropedia Awards | Artist of the year          | Lous and the Yakuza | Gewonnen    |
| 2020 | Red Bull Elektropedia Awards | Beste album                 | Gore                | Zilver      |
| 2020 | Red Bull Elektropedia Awards | Beste artwork               | Gore                | Genomineerd |
| 2020 | Red Bull Elektropedia Awards | Beste nummer                | Tout est gore       | Zilver      |
| 2020 | Red Bull Elektropedia Awards | Beste video                 | Tout est gore       | Genomineerd |
| 2021 | Victoires de la musique      | Beste vrouwelijke doorbraak | Lous and the Yakuza | Genomineerd |
| 2021 | Music Industry Awards        | Beste Hip-Hop/Rap           | Lous and the Yakuza | Genomineerd |

## Discografie

### Albums
- Gore (2020)
- IOTA (2022)

### Singles
- Dilemme (2019) - 38e plaats in Italië, remix 3e plaats
- Tout es gore (2019)
- Solo
- Amigo